# HD 73390
HD 73390 är en dubbelstjärna belägen i den mellersta delen av stjärnbilden Kölen, som också har Bayer-beteckningen e1 Carinae. Den har en skenbar magnitud av ca 5,25 och är svagt synlig för blotta ögat där ljusföroreningar ej förekommer. Baserat på parallax enligt Gaia Data Release 2 på ca 3,7 mas, beräknas den befinna sig på ett avstånd på ca 870 ljusår (ca 270 parsek) från solen. Den rör sig bort från solen med en heliocentrisk radialhastighet på ca 21 km/s.

## Egenskaper
Primärstjärnan HD 73390 A är en blå till vit stjärna i huvudserien av spektralklass B4 V. Den har ett överskott av infraröd strålning och kan ha en omkretsande stoftskiva. Den har en massa som är ca 7 solmassor, en radie som är ca 4 solradier och har ca 1 160 gånger solens utstrålning av energi från dess fotosfär vid en effektiv temperatur av ca 16 600 K.
Följeslagaren, HD 73390 B,  är en stjärna av skenbar magnitud 8,9, som har en massa och temperatur liknande solens.